# Кун-Веллі (Вісконсин)
Кун-Веллі (англ. Coon Valley) — селище (англ. village) в США, в окрузі Вернон штату Вісконсин. Населення — 758 осіб (2020).

## Географія
Кун-Веллі розташований за координатами 43°42′7″ пн. ш. 91°0′41″ зх. д. / 43.70194° пн. ш. 91.01139° зх. д. (43.701893, -91.011415).  За даними Бюро перепису населення США в 2010 році селище мало площу 2,82 км², з яких 2,81 км² — суходіл та 0,01 км² — водойми.

## Демографія
Згідно з переписом 2010 року, у селищі мешкало 765 осіб у 324 домогосподарствах у складі 216 родин. Густота населення становила 271 особа/км².  Було 348 помешкань (123/км²).
Расовий склад населення:
| - 98,3 % — білих - 0,7 % — азіатів - 0,1 % — чорних або афроамериканців |

До двох чи більше рас належало 0,4 %. Частка іспаномовних становила 0,7 % від усіх жителів.
За віковим діапазоном населення розподілялося таким чином: 22,7 % — особи молодші 18 років, 55,9 % — особи у віці 18—64 років, 21,4 % — особи у віці 65 років та старші. Медіана віку мешканця становила 41,3 року. На 100 осіб жіночої статі у селищі припадало 110,7 чоловіків;  на 100 жінок у віці від 18 років та старших — 105,9 чоловіків також старших 18 років.
Середній дохід на одне домашнє господарство  становив 54 774 долари США (медіана — 50 156), а середній дохід на одну сім'ю — 63 686 доларів (медіана — 60 938). Медіана доходів становила 45 227 доларів для чоловіків та 31 111 долар для жінок. За межею бідності перебувало 9,9 % осіб, у тому числі 17,0 % дітей у віці до 18 років та 5,1 % осіб у віці 65 років та старших.
Цивільне працевлаштоване населення становило 352 особи. Основні галузі зайнятості: освіта, охорона здоров'я та соціальна допомога — 26,4 %, виробництво — 20,7 %, роздрібна торгівля — 13,1 %, мистецтво, розваги та відпочинок — 9,1 %.